# Quantum (James Bond)
Quantum är en fiktiv terroristorganisation i James Bondfilmerna. Den har hittills figurerat i två filmer, Casino Royale (inspelad 2006) och Quantum of Solace (inspelad 2008). Namnet på den mystiska organisationen framkommer först i den senare filmen. Det är troligt att Quantum kommer dyka upp även i kommande Bondfilmer och bli en motsvarighet till  S.P.E.C.T.R.E. som figurerade i många tidiga Bondfilmer och där dess ledare Ernst Stavro Blofeld var James Bonds ärkefiende.
I Casino Royale representeras Quantum av skurken Le Chiffre och mr White som intar en mittenposition i organisationen. Även Steven Obanno, ledare för en afrikansk gerillarörelse och "Bondbruden" Vesper Lynd har band till Quantum. Mr White dödar Le Chiffre efter att denna förskingrat en stor summa pengar på aktiespekulation och inte lyckats återbetala summan efter att ha förlorat en pokerturnering mot Bond. Mr White tillfångatas av Bond i slutet av Casino Royale och i Quantum of Solace får Bonds arbetsgivare MI6 i förhör med mr White viktig information om organisationen som visar sig vara mycket större och välorganiserad än vad den brittiska och amerikanska underrättelsetjänsten föreställt sig. "We have people everywhere" (vi har folk överallt) säger mr White i förhören.
Till skillnad från verkliga terroristorganisationer som Al Qaida verkar Quantum bakom kulisserrna, James Bonds chef M förstår inte ens hur det är möjligt att de kunnat dölja sin existens. Organisationens långsiktiga mål är åtminstone tills vidare inte helt klara men av handlingen att döma i Quantum of Solace vill man destabilisera länder med stora naturresurser och insätta marionetthärskare i dessa. I gengäld ska man få total kontroll över ländernas naturrikedomar för att därmed kunna kontrollera världsekonomin.
Hösten 2015 kommer nästa Bondfilm (nummer 24 i EON-s serie) ha premiär med titeln Spectre. Mr White kommer att återkomma i en av skurkrollerna. Kanske visar det sig att Quantum är  en underavdelning till S.P.E.C.T.R.E.